# Joseph Maffioli
Joseph Armand Maffioli (ur. 18 lutego 1904 w Chamonix, zm. 10 lipca 1965 tamże) – francuski skoczek narciarski, uczestnik zimowych igrzysk olimpijskich.

## Igrzyska olimpijskie
Uczestniczył w Zimowych Igrzyskach Olimpijskich 1928 w Sankt Moritz. Był jednym z trzech skoczków z Francji, który wystartował na igrzyskach w Szwajcarii.
Wystąpił tam w zawodach na skoczni normalnej K-66. W pierwszej serii oddał jeden z krótszych skoków konkursu (35 m). W drugiej serii Francuz poprawił się o pięć metrów (skoczył 40 m). Maffioli zakończył konkurs z notą 8,125 pkt. (pierwszy sędzia dał mu notę 8,125, drugi 7,875 a trzeci 8,375); zajął 35. miejsce na 38 skoczków, którzy wystąpili w konkursie.